# Bredvatten (Ucklums socken, Bohuslän)
Bredvatten är en sjö i Stenungsunds kommun i Bohuslän och ingår i Göta älv-Bäveåns kustområde. Sjön är 8 meter djup, har en yta på 0,25 kvadratkilometer och är belägen 113,1 meter över havet. Sjön avvattnas av vattendraget Rördalsån.

## Delavrinningsområde
Bredvatten ingår i det delavrinningsområde (643907-126989) som SMHI kallar för Mynnar i Anråse å. Medelhöjden är 116 meter över havet och ytan är 39,07 kvadratkilometer. Det finns inga avrinningsområden uppströms utan avrinningsområdet är högsta punkten. Rördalsån som avvattnar avrinningsområdet har biflödesordning 2, vilket innebär att vattnet flödar genom totalt 2 vattendrag innan det når havet efter 6,1 kilometer. Avrinningsområdet består mestadels av skog (81 procent). Avrinningsområdet har 4,08 kvadratkilometer vattenytor vilket ger det en sjöprocent på 10,4 procent.